# Grand Prix de Plumelec-Morbihan Dames 2015
La 5e édition de Grand Prix de Plumelec-Morbihan Dames a eu lieu le 30 mai 2015. La course fait partie du calendrier international féminin UCI 2015 en catégorie 1.1. Elle est remportée par l'Espagnole Sheyla Gutierrez.

## Récit de course
Sheyla Gutierrez, Sandrine Bideau et Mayuko Hagiwara se détachent du peloton. Au sprint, la première s'impose facilement.

## Classements

### Classement final
| \| Classement général \| Classement général \| Classement général \| Classement général \| Classement général \| \| Coureuse \| Coureuse \| Pays \| Équipe \| Temps \| \| ------------------ \| ------------------- \| ------------------ \| ------------------------------- \| ------------------ \| \| 1re \| Sheyla Gutiérrez \| Espagne \| Lointek \| 3 h 08 min 52 s \| \| 2e \| Sandrine Bideau \| France \| Région Centre \| + 2 s \| \| 3e \| Mayuko Hagiwara \| Japon \| Wiggle Honda \| + 2 s \| \| 4e \| Charlotte Bravard \| France \| Poitou-Charentes.Futuroscope.86 \| + 25 s \| \| 5e \| Audrey Cordon-Ragot \| France \| Wiggle Honda \| + 45 s \| \| 6e \| Manon Souyris \| France \| \| + 45 s \| \| 7e \| Marion Sicot \| France \| Région Centre \| + 45 s \| \| 8e \| Marjolaine Bazin \| France \| DN 17 Poitou-Charentes \| + 45 s \| \| 9e \| Amélie Rivat \| France \| Poitou-Charentes.Futuroscope.86 \| + 45 s \| \| 10e \| Victorie Guilman \| France \| DN 17 Poitou-Charentes \| + 45 s \| |                     |         |                                 |                 |
| |                     |         |                                 |                 |
| Source : Cycling Quotient |                     |         |                                 |                 |
| Classement général |                     |         |                                 |                 |
| Coureuse | Coureuse            | Pays    | Équipe                          | Temps           |
| 1re | Sheyla Gutiérrez    | Espagne | Lointek                         | 3 h 08 min 52 s |
| 2e | Sandrine Bideau     | France  | Région Centre                   | + 2 s           |
| 3e | Mayuko Hagiwara     | Japon   | Wiggle Honda                    | + 2 s           |
| 4e | Charlotte Bravard   | France  | Poitou-Charentes.Futuroscope.86 | + 25 s          |
| 5e | Audrey Cordon-Ragot | France  | Wiggle Honda                    | + 45 s          |
| 6e | Manon Souyris       | France  |                                 | + 45 s          |
| 7e | Marion Sicot        | France  | Région Centre                   | + 45 s          |
| 8e | Marjolaine Bazin    | France  | DN 17 Poitou-Charentes          | + 45 s          |
| 9e | Amélie Rivat        | France  | Poitou-Charentes.Futuroscope.86 | + 45 s          |
| 10e | Victorie Guilman    | France  | DN 17 Poitou-Charentes          | + 45 s          |